# Gorgan
Gorgan (perz. گرگان; /gorgān/, ranije poznat i kao perz. اَستِر آباد; Astarabad ili Asterābād) je grad u Iranu i sjedište pokrajine Golestan. Od Kaspijskog jezera udaljen je oko 30 km, a od glavnog grada Teherana približno 400 km. Pod današnjim imenom Gorgan se spominje još u sasanidskom razdoblju kada je igrao važnu stratešku ulogu u kontroli sjevernih dijelova carstva (Hirkanija) koje su često napadali skitska i turkijska plemena iz Središnje Azije, a jednak značaj zadržao je tijekom islamskog razdoblja kada su prodirali Mongoli, Uzbeci i Rusi. Najbrojnije etničke skupine u gradu su Perzijanci, Turkmeni i Kurdi. Prema popisu stanovništva iz 2006. godine u Gorganu je živjelo 269.226 ljudi.

## Poveznice
- Zračna luka Gorgan

## Vanjske poveznice
- (perz.) Službene stranice grada Gorgana  Arhivirana inačica izvorne stranice od 5. listopada 2022. (Wayback Machine)

Ostali projekti
|  | Zajednički poslužitelj ima još gradiva o temi Gorgan |